# Калінінська сільська рада (Ташлинський район)
Калі́нінська сільська рада (рос. Калининский сельский совет) — сільське поселення у складі Ташлинського району Оренбурзької області Росії.
Адміністративний центр — селище Калінін.

## Населення
Населення — 1568 осіб (2019; 1709 в 2010, 1769 у 2002).

## Склад
До складу сільської ради входять:
| Населений пункт    | Населення, осіб (2002) | Населення, осіб (2010) |
| ------------------ | ---------------------- | ---------------------- |
| Калінін, селище    | 929                    | 897                    |
| Кандалінцево, село | 276                    | 262                    |
| Комуна, село       | 255                    | 232                    |
| Прокуроновка, село | 309                    | 318                    |